# Úzus
Úzus (z latinského usus užití, dovednost, zvyk) neboli uzance je označení pro pravidlo či ustálený postup, zvyk, zvyklost, obyčej.
Úzus je způsob jednání, který je přijímaný, respektovaný určitou skupinou lidí na určitém místě a v určité době.
Úzus může být motivací či inspirací k vytvoření psané normy nebo ke změně existující normy. A naopak, psaná norma může být zachycením stávajícího úzu.
Například v lingvistice je jazykový úzus ustálený způsob užívání jazykových prostředků v určité době a prostředí, který na rozdíl od normy a kodifikace zahrnuje i příležitostná, nepravidelná nebo netradiční užití jazykového prostředku. V právu může úzus souviset s právním obyčejem, v lékařství mohl souviset se zdroji při vývoji etického kodexu. V etice, v sociologii nebo v diplomacii je úzus jedním ze zdrojů norem chování, např. jako etiketa.
Úzus může spočívat i v tom, že je obvyklé uznávat chování, které se liší od právní normy.